# 女王首席監所視察官
女王首席監所視察官（Her Majesty's Chief Inspector of Prisons）是女王監所視察局（Her Majesty's Inspectorate of Prisons）的主管，並負責督導、管理英格蘭和威爾斯等地區範圍內的監獄、看守所、少年輔育院和主管移民拘留、遣返等事務機構的資深視察員。現任的首席視察官是彼得•克拉克（Peter Clarke）；他自西元2016年接任尼克•哈德威克 （Nick Hardwick）的職務。 
女王首席監所視察官是由英國司法大臣從監獄機構外部任命，任期五年。 該職位由皇家手冊於西元1981年1月1日創建，並於西元1982年依據《刑事司法法》應梅法官的調查委員會推舉人選任命。 
女王首席監所視察官藉由例行性及突襲性視察監所，對英格蘭和威爾斯等地區的監所進行獨立審查。職責包括對於監獄、看守所、少年輔育院和主管移民拘留、遣返等事務機構進行視察。視察範圍也包括大英國協的監所設施，並協助改善北愛爾蘭監所設施。 
女王首席監所視察官其業務上並不隸屬女王監獄管理局或英國司法部 ，兩個單位經女王監所視察局視察後會將報告送交司法大臣以及國會，過往報告都有指出相關檢討改進的空間。女王監所視察局的獨立性向來有不同的解讀空間。自史蒂芬·图米姆（ Stephen Tumim）擔任女王首席監所視察官開始，女王首席監所視察官更積極地就政府刑事政策於公開場合發表意見。 
分支單位包括蘇格蘭女王首席監所視察官，以及女王緩刑視察局 。

## 女王首席監所視察官
- 1981年–1982年：菲利普·拜瑞（Philip Barry）
- 1982年–1987年：詹姆斯·軒尼仕，獲頒勳章：KBE，CMG
- 1987年–1995年：史蒂芬·圖米（Stephen Tumim）
- 1995年–2001年：大衛·拉姆斯伯瑟姆，獲頒勳章：GCB，CBE
- 2001年–2010年：安妮·歐沃爾斯（Anne Owers），獲頒勳章：DBE
- 2010年–2016年：尼克·哈德威克（Nick Hardwick）
- 2016至今：彼得·克拉克，獲頒勳章：CVO，OBE，QPM

## 外部連結
- 女王監所視察局（页面存档备份，存于）獨立網站